# Richard Boushka
Richard James "Dick" Boushka (Springfield (Illinois), 29 de julho de 1934) é um ex-basquetebolista estadunidense que integrou a Seleção Estadunidense que conquistou a Medalha de Ouro disputada nos XVI Jogos Olímpicos de Verão de 1956 realizados em Melbourne, Austrália.